# Dalbavancine
La dalbavancine est un antibiotique de type lipoglycopeptide. Son spectre est essentiellement dirigé contre les bactéries Gram positif, dont le staphylocoque doré.

## Pharmacocinétique
Sa pharmacocinétique permet une prise hebdomadaire en intra-veineuse. Elle est éliminée pour partie dans les urines et pour partie dans les selles, sans influence délétère sur la flore intestinale. Les doses doivent être diminuées en cas d'insuffisance rénale sévère mais ne requiert pas d'adaptation en cas d'insuffisance hépatique. La molécule est dialysable.

## Spectre antibactérien
Son spectre est essentiellement dirigé contre les bactéries Gram positif, dont le staphylocoque doré, même pour les souches avec une résistance intermédiaire à la vancomycine. Il est aussi efficace contre Listeria monocytogenes, les corynebactéries et les microcoques.

## Efficacité
Elle est aussi efficace que le linézolide dans le traitement des infections de la peau et au moins équivalent à un traitement comportant de la vancomycine suivie par de la linézolide. Elle peut être utilisée en une injection unique de 1500 mg.
Elle est plus efficace que la vancomycine dans le traitement des infections sur cathéter veineux.